# Нобъл (окръг, Охайо)
Окръг Нобъл (на английски: Noble County) е окръг в щата Охайо, Съединени американски щати. Площта му е 1049 km², а населението - 14 058 души (2000). Административен център е град Колдуел.